# Lista monumentelor ocrotite de stat din raionul Rîbnița
Lista monumentelor din raionul Rîbnița cuprinde monumentele patrimoniului cultural de pe teritoriul fostului raion Rîbnița (de dinaintea reformei administrative din 1998) înscrise în Registrul monumentelor Republicii Moldova ocrotite de stat.
Registrul monumentelor Republicii Moldova ocrotite de stat a fost aprobat prin Hotărârea Parlamentului nr. 1531-XII împreună cu Legea nr. 1530-XII privind ocrotirea monumentelor RM din 22 iunie 1993. În Monitorul Oficial nr. 1 din 1994 a fost publicată doar Legea, fără a include însă și Registrul, care a fost publicat mult mai târziu, la 2 februarie 2010. A nu se confunda cu Registrul arheologic național sau cel al monumentelor de for public, care sunt liste diferite ce vizează doar anumite compartimente ale patrimoniului cultural, întocmite în baza unor legi separate.
Autoproclamata „Republica Moldovenească Nistreană” a elaborat propriul său registru de monumente (cu completări în 2019), dar lista curentă nu ține cont de acesta, ci este bazată exclusiv pe Registrul monumentelor Republicii Moldova ocrotite de stat.
Lista completă este menținută și actualizată periodic de către Ministerul Culturii din Republica Moldova, dar înainte ca modificările să intre în vigoare acestea trebuie să fie aprobate de către Parlament. Această listă este menită să cuprindă și actualizările ulterioare.
| Nr.  | Localizare                                                                         | Denumire | Datare             | Tip   | Însemnătate | Imagine                 | Erori             |
| ---- | ---------------------------------------------------------------------------------- | --- | ------------------ | ----- | ----------- | ----------------------- | ----------------- |
| 1971 | Rîbnița str. Kirov, 91 47°45′38″N 29°00′04″E / 47.760666166275°N 29.001127309062°E | Clădirea fostei închisori, unde se săvârșeau răfuielile fasciste                                                     | 1944               | Is    | L           | galerie \| Încarcă foto | Raportează eroare |
| 1972 | Rîbnița 47°45′36″N 28°59′50″E / 47.759903312751°N 28.99727778273°E                 | Complexul gloriei militare la mormântul a 20 ostași căzuți în 1941 și în memoria a 229 consăteni căzuți în 1941-1945 | 1975               | Is    | L           | galerie \| Încarcă foto | Raportează eroare |
| 1973 | Rîbnița                                                                            | Fabrica de zahăr | 1898               | Is    | L           | Încarcă foto            | Raportează eroare |
| 1974 | Rîbnița                                                                            | Mormântul comun al victimelor fascismului (1941-1945). La cimitirul vechi                                            |                    | Is    | L           | Încarcă foto            | Raportează eroare |
| 1975 | Rîbnița                                                                            | Mormânt comun al 270 victime ale fascismului. La cimitirul vechi                                                     | 1944               | Is    | L           | Încarcă foto            | Raportează eroare |
| 1977 | Rîbnița                                                                            | Mormânt comun al participanților la războiul civil din 1914-1918                                                     |                    | Is    | L           | Încarcă foto            | Raportează eroare |
| 1978 | Rîbnița                                                                            | Mormântul lui M. I. Moldovan (1935-1979), membru-corespondent al A.Ș.M. La cimitirul central                         | 1979               | Is    | N           | Încarcă foto            | Raportează eroare |
| 1980 | Rîbnița                                                                            | Stația de cale ferată                                                                                                | sf. sec. XIX       | Is    | N           | Încarcă foto            | Raportează eroare |
| 1983 | Andreevca 47°45′51″N 29°10′15″E / 47.764259646152°N 29.170750786205°E              | Monument la mormântul comun al 14 ostași căzuți în 1944 și în memoria a 54 consăteni căzuți în 1941-1945             | 1985               | Is    | L           | Încarcă foto            | Raportează eroare |
| 1984 | Andreevca                                                                          | Mormânt comun al 2 ostași. 1944                                                                                      | 1944               | Is    | L           | Încarcă foto            | Raportează eroare |
| 1987 | Beloci 47°53′52″N 28°58′27″E / 47.897650442543°N 28.974066915111°E                 | Moară de apă | sf. sec. XIX       | Is At | N           | galerie \| Încarcă foto | Raportează eroare |
| 1988 | Beloci 47°53′17″N 28°58′34″E / 47.888161446199°N 28.976206602192°E                 | Monument la mormântul comun al 14 ostași căzuți în 1944 și în memoria a 54 consăteni căzuți în 1941-1945             | 1985               | Is    | L           | Încarcă foto            | Raportează eroare |
| 1989 | Beloci                                                                             | Mormântul ostașului                                                                                                  | 1944               | Is    | L           | Încarcă foto            | Raportează eroare |
| 1990 | Broșteni                                                                           | Monument la mormântul ostașului căzut în 1944 și în memoria a 55 consăteni căzuți în 1941-1945                       | 1974               | Is    | L           | Încarcă foto            | Raportează eroare |
| 1993 | Butuceni 47°31′48″N 29°01′33″E / 47.530027053443°N 29.025824224866°E               | Monument în memoria a 122 consăteni căzuți în 1941-1945                                                              | 1968               | Is    | L           | Încarcă foto            | Raportează eroare |
| 1995 | Cobasna 47°47′07″N 29°12′23″E / 47.785184895254°N 29.206526535902°E                | Monument la mormântul ostașului căzut în 1944 și în memoria a 122 consăteni căzuți în 1941-1945                      | 1968               | Is    | L           | Încarcă foto            | Raportează eroare |
| 1997 | Crasnencoe 47°50′45″N 29°08′19″E / 47.845878173721°N 29.13868667478°E              | Monument la mormântul comun al 54 ostași căzuți în 1944 și în memoria a 178 consăteni căzuți în 1941-1945            | 1985               | Is    | L           | Încarcă foto            | Raportează eroare |
| 1998 | Erjova 47°48′13″N 29°00′24″E / 47.803720762716°N 29.006564953129°E                 | Monument la mormântul comun al 50 ostași căzuți în 1941 și în 1944 și în memoria a129 consăteni căzuți în 1941-1945  | 1970               | Is    | L           | Încarcă foto            | Raportează eroare |
| 1999 | Gherșunovca                                                                        | Mormintele a 2 ostași căzuți în 1944                                                                                 | 1944               | Is    | L           | Încarcă foto            | Raportează eroare |
| 2002 | Ghidirim                                                                           | Mormânt comun al 3 ostași căzuți în 1944                                                                             | 1944               | Is    | L           | Încarcă foto            | Raportează eroare |
| 2004 | Haraba 47°53′55″N 29°05′24″E / 47.89859623025°N 29.089985083985°E                  | Monument la mormântul comun al 28 ostași căzuți în 1944 și în memoria a 121 consăteni căzuți în 1941-1945            | 1975               | Is    | L           | Încarcă foto            | Raportează eroare |
| 2006 | Jura                                                                               | Conacul Juravschi | mijl. sec. XIX     | At    | N           | Încarcă foto            | Raportează eroare |
| 2007 | Jura                                                                               | Monument la mormântul comun al 16 ostași căzuți în 1944 și în memoria a 110 consăteni căzuți în 1941-1945            | 1969               | Is    | N           | Încarcă foto            | Raportează eroare |
| 2009 | Lenin                                                                              | Monument în memoria a 61 consăteni căzuți în 1941-1945                                                               | 1968               | Is    | L           | Încarcă foto            | Raportează eroare |
| 2010 | Mihailovca 47°29′08″N 29°07′07″E / 47.485419486661°N 29.118702239595°E             | Monument la mormântul comun al 16 ostași căzuți în 1944 și în memoria a 114 consăteni căzuți în 1941-1945            | 1968               | Is    | L           | Încarcă foto            | Raportează eroare |
| 2011 | Mocra                                                                              | Monument la mormântul comun al 28 ostași căzuți în 1944 și în memoria a 114 consăteni căzuți în 1941-1945            | 1966               | Is    | L           | Încarcă foto            | Raportează eroare |
| 2013 | Mocra                                                                              | Mormântul lui F. C. Antoseac (1873-1962)                                                                             |                    | Is    | L           | Încarcă foto            | Raportează eroare |
| 2017 | Molochișul Mare                                                                    | Monument la mormântul comun al 24 ostași căzuți în 1944 și în memoria a 47 consăteni căzuți în 1941-1945             | 1980               | Is    | L           | Încarcă foto            | Raportează eroare |
| 2018 | Molochișul Mare                                                                    | Mormântul ostașului căzut în luptă                                                                                   | 1941               | Is    | L           | Încarcă foto            | Raportează eroare |
| 2022 | Molochișul Mic                                                                     | Monument în memoria a 47 ostași căzuți în 1941-1945                                                                  | 1985               | Is    | L           | Încarcă foto            | Raportează eroare |
| 2025 | Ofatinți 47°40′02″N 28°59′31″E / 47.66727010221°N 28.992012683879°E                | Școala de muzică „A. G. Rubinștein”                                                                                  | 1901               | Is    | N           | Încarcă foto            | Raportează eroare |
| 2026 | Ofatinți                                                                           | Monument în memoria a 90 consăteni căzuți în 1941-1945                                                               |                    | Is    | L           | Încarcă foto            | Raportează eroare |
| 2033 | Pîcalova                                                                           | Monument în memoria a 16 consăteni căzuți în 1941-1945                                                               | 1965               | Is    | N           | Încarcă foto            | Raportează eroare |
| 2036 | Popencu 47°35′48″N 29°00′30″E / 47.596742301607°N 29.008271528256°E                | Biserică | sec. XIX           | At    | L           | Încarcă foto            | Raportează eroare |
| 2037 | Popencu 47°36′35″N 28°59′53″E / 47.609832251864°N 28.997948966887°E                | Monument la mormântul comun al 19 ostași căzuți în 1944 și în memoria a 221 consăteni căzuți în 1941-1945            | 1975               | Is    | N           | Încarcă foto            | Raportează eroare |
| 2038 | Plopi                                                                              | Monument la mormântul comun al 72 ostași căzuți în 1944 și în memoria a 158 consăteni căzuți în 1941-1945            | 1985               | Is    | L           | Încarcă foto            | Raportează eroare |
| 2039 | Plopi                                                                              | Mormântul ostașului căzut în luptă                                                                                   | 1941               | Is    | L           | Încarcă foto            | Raportează eroare |
| 2041 | Sovietscoe                                                                         | Complex de clădiri ale fostei stații agronomice „Plopi”                                                              | 1894               | Is    | L           | Încarcă foto            | Raportează eroare |
| 2044 | Stroiești 47°53′22″N 28°56′06″E / 47.889521424523°N 28.935002069796°E              | Biserică | înc. sec. XIX      | At    | N           | galerie \| Încarcă foto | Raportează eroare |
| 2045 | Stroiești                                                                          | Complexul gospodăresc al lui Rotarencu                                                                               | înc. sec. XX       | At    | L           | Încarcă foto            | Raportează eroare |
| 2046 | Stroiești 47°53′28″N 28°55′57″E / 47.891165994983°N 28.93245737141°E               | Moara de apă | sf. sec. XIX       | Is At | N           | galerie \| Încarcă foto | Raportează eroare |
| 2047 | Stroiești 47°53′18″N 28°55′48″E / 47.888319715469°N 28.929892567783°E              | Monument „Turnul vânturilor” în memoria lui P. H. Wittgenstein                                                       | sf. sec. XIX       | At    | N           | galerie \| Încarcă foto | Raportează eroare |
| 2048 | Stroiești                                                                          | Mormântul comun al 2 ostași                                                                                          | 1944               | Is    | L           | Încarcă foto            | Raportează eroare |
| 2050 | Șevcenco                                                                           | Mormântul comun al 2 ostași                                                                                          | 1944               | Is    | L           | Încarcă foto            | Raportează eroare |
| 2051 | Ulmul Mic                                                                          | Monument la mormântul a 2 ostași căzuți în 1944 și în memoria a 23 consăteni căzuți în 1941-1945                     | 1965               | Is    | L           | Încarcă foto            | Raportează eroare |
| 2053 | Vărăncău                                                                           | Ateliere ale fostei stații de mașini și tractoare                                                                    | 1929               | Is    | N           | Încarcă foto            | Raportează eroare |
| 2054 | Vărăncău 47°42′10″N 29°07′12″E / 47.702650650755°N 29.119877269071°E               | Biserica | 1838               | At    | L           | Încarcă foto            | Raportează eroare |
| 2055 | Vărăncău 47°42′18″N 29°07′03″E / 47.704961833081°N 29.117599573509°E               | Monument la mormântul comun al 26 ostași căzuți în 1944 și în memoria a 258 consăteni căzuți în 1941-1945            | 1980               | Is    | L           | Încarcă foto            | Raportează eroare |
| 2056 | Vadul Turcului 47°55′38″N 28°58′58″E / 47.927283330151°N 28.982878416046°E         | Biserică | jum. II a sec. XIX | At    | L           | Încarcă foto            | Raportează eroare |
| 2057 | Vadul Turcului                                                                     | Monument la mormântul comun al 18 ostași căzuți în 1944 și în memoria a 157 consăteni căzuți în 1941-1945            | 1975               | Is    | L           | Încarcă foto            | Raportează eroare |
| 2059 | Vasilievca                                                                         | Mormântul comun al 2 ostași                                                                                          | 1941               | Is    | L           | Încarcă foto            | Raportează eroare |
| 2061 | Vladimirovca                                                                       | Mormântul ostașului căzut în lupte                                                                                   | 1941               | Is    | L           | Încarcă foto            | Raportează eroare |